# Girona (stacja metra)
Girona – stacja metra w Barcelonie, na linii 4. Stacja została otwarta w 1973.